# Јирген Мелцер
Јирген Мелцер (рођен 22. маја, 1981. године у Бечу) је тенисер из Аустрије, који је свој најбољи пласман у синглу достигао у априлу 2011. када се налазио на 8. месту АТП листе, док је у конкуренцији дублова најдаље стигао до 6. места (септембар 2010). Као јуниор, 1999. године, освојио је титулу на Вимблдону. Дуги низ година био је познат као један од високо пласираних тенисера на АТП листи који није успевао да прође даље од трећег кола на Гренд слем турнирима. Традицију је прекинуо победом у три сета над Давидом Ферером у трећем колу Ролан Гароса 2010, где је касније дошао и до полуфинала, победивши Новака Ђоковића у четвртфиналу, иако је губио 2:0 у сетовима и 2:0 у гемовима. Са дубл партнером Филипом Печнером освојио је две Гренд слем титуле у мушком дублу: Вимблдон 2010. и Отворено првенство САД 2011, док је у пару са Иветом Бенешовом освојио титулу у микс дублу на Вимблдону 2011.

## Гренд слем финала

### Парови: 2 (2:0)
| Исход    | Бр. | Година | Турнир   | Подлога | Партнер      | Противници                           | Резултат      |
| -------- | --- | ------ | -------- | ------- | ------------ | ------------------------------------ | ------------- |
| Победник | 1.  | 2010.  | Вимблдон | Трава   | Филип Печнер | Роберт Линдстед Орија Текау          | 6:1, 7:5, 7:5 |
| Победник | 2.  | 2011.  | ОП САД   | Тврда   | Филип Печнер | Маријуш Фирстенберг Марћин Матковски | 6:2, 6:2      |

### Мешовити парови: 1 (1:0)
| Исход    | Бр. | Година | Турнир   | Подлога | Партнерка      | Противници                  | Резултат |
| -------- | --- | ------ | -------- | ------- | -------------- | --------------------------- | -------- |
| Победник | 1.  | 2011.  | Вимблдон | Трава   | Ивета Бенешова | Јелена Веснина Махеш Бупати | 6:3, 6:2 |

## Финала завршног првенства сезоне

### Парови: 1 (0:1)
| Исход     | Бр. | Година | Турнир | Подлога   | Партнер            | Противници                 | Резултат         |
| --------- | --- | ------ | ------ | --------- | ------------------ | -------------------------- | ---------------- |
| Финалиста | 1.  | 2020.  | Лондон | Тврда (д) | Едуар Роже-Васелен | Весли Колхоф Никола Мектић | 2:6, 6:3, [5:10] |

## Финала АТП мастерс 1000 серије

### Парови: 2 (1:1)
| Исход     | Бр. | Година | Турнир | Подлога   | Партнер          | Противници                           | Резултат              |
| --------- | --- | ------ | ------ | --------- | ---------------- | ------------------------------------ | --------------------- |
| Победник  | 1.  | 2010.  | Шангај | Тврда     | Леандер Паес     | Маријуш Фирстенберг Марћин Матковски | 7:5, 4:6, [10:5]      |
| Финалиста | 1.  | 2014.  | Париз  | Тврда (д) | Марћин Матковски | Боб Брајан Мајк Брајан               | 6:7(5:7), 7:5, [6:10] |

## АТП финала

### Појединачно: 13 (5:8)
| Легенда                        |
| ------------------------------ |
| Гренд слем турнири (0:0)       |
| Завршно првенство сезоне (0:0) |
| АТП мастерс 1000 (0:0)         |
| АТП 500 (1:2)                  |
| АТП 250 (4:6)                  |

| Финала по подлози |
| ----------------- |
| Тврда (4:3)       |
| Шљака (1:4)       |
| Трава (0:1)       |

| Финала по локацији |
| ------------------ |
| Отворено (2:6)     |
| Дворана (3:2)      |

| Исход     | Бр. | Датум               | Турнир              | Подлога   | Противник             | Резултат                  |
| --------- | --- | ------------------- | ------------------- | --------- | --------------------- | ------------------------- |
| Финалиста | 1.  | 13. јул 2003.       | Њупорт, САД         | Трава     | Роби Џинепри          | 4:6, 7:6(7:3), 1:6        |
| Финалиста | 2.  | 21. мај 2005.       | Перчах, Аустрија    | Шљака     | Николај Давиденко     | 3:6, 6:2, 4:6             |
| Финалиста | 3.  | 16. април 2006.     | Хјустон, САД        | Шљака     | Марди Фиш             | 6:3, 4:6, 3:6             |
| Победник  | 1.  | 17. септембар 2006. | Букурешт, Румунија  | Шљака     | Филипо Воландри       | 6:1, 7:5                  |
| Финалиста | 4.  | 8. октобар 2006.    | Мец, Француска      | Тврда (д) | Новак Ђоковић         | 6:4, 3:6, 2:6             |
| Финалиста | 5.  | 5. март 2007.       | Лас Вегас, САД      | Тврда     | Лејтон Хјуит          | 4:6, 6:7(10:12)           |
| Финалиста | 6.  | 20. јул 2008.       | Кицбил, Аустрија    | Шљака     | Хуан Мартин дел Потро | 2:6, 1:6                  |
| Победник  | 2.  | 1. новембар 2009.   | Беч, Аустрија       | Тврда (д) | Марин Чилић           | 6:4, 6:3                  |
| Финалиста | 7.  | 25. јул 2010.       | Хамбург, Немачка    | Шљака     | Андреј Голубјев       | 3:6, 5:7                  |
| Победник  | 3.  | 31. октобар 2010.   | Беч, Аустрија (2)   | Тврда (д) | Андреас Хајдер-Маурер | 6:7(10:12), 7:6(7:4), 6:4 |
| Победник  | 4.  | 26. фебруар 2012.   | Мемфис, САД         | Тврда (д) | Милош Раонић          | 7:5, 7:6(7:4)             |
| Финалиста | 8.  | 10. фебруар 2013.   | Загреб, Хрватска    | Тврда (д) | Марин Чилић           | 3:6, 1:6                  |
| Победник  | 5.  | 24. август 2013.    | Винстон-Сејлем, САД | Тврда     | Гаел Монфис           | 6:3, 2:1 (предаја)        |

### Парови: 37 (17:20)
| Легенда                        |
| ------------------------------ |
| Гренд слем турнири (2:0)       |
| Завршно првенство сезоне (0:1) |
| АТП мастерс 1000 (1:1)         |
| АТП 500 (4:3)                  |
| АТП 250 (10:15)                |

| Финала по подлози |
| ----------------- |
| Тврда (9:11)      |
| Шљака (4:5)       |
| Трава (3:2)       |
| Тепих (1:2)       |

| Финала по локацији |
| ------------------ |
| Отворено (11:9)    |
| Дворана (6:11)     |

| Исход     | Бр. | Датум               | Турнир                      | Подлога   | Партнер            | Противници                           | Резултат               |
| --------- | --- | ------------------- | --------------------------- | --------- | ------------------ | ------------------------------------ | ---------------------- |
| Финалиста | 1.  | 14. јул 2002.       | Њупорт, САД                 | Трава     | Александар Поп     | Боб Брајан Мајк Брајан               | 5:7, 3:6               |
| Финалиста | 2.  | 13. јул 2003.       | Њупорт, САД (2)             | Трава     | Јулијан Ноул       | Џордан Кер Дејвид Макферсон          | 6:7(4:7), 3:6          |
| Финалиста | 3.  | 27. јул 2003.       | Кицбил, Аустрија            | Шљака     | Александар Пеја    | Мартин Дам Кирил Сук                 | 4:6, 4:6               |
| Победник  | 1.  | 30. октобар 2005.   | Санкт Петербург, Русија     | Тепих (д) | Јулијан Ноул       | Јонас Бјеркман Макс Мирни            | 4:6, 7:5, 7:5          |
| Финалиста | 4.  | 16. април 2006.     | Хјустон, САД                | Шљака     | Јулијан Ноул       | Михаел Колман Александар Васке       | 7:5, 4:6, [5:10]       |
| Победник  | 2.  | 29. април 2006.     | Казабланка, Мароко          | Шљака     | Јулијан Ноул       | Михаел Колман Александар Васке       | 6:3, 6:4               |
| Победник  | 3.  | 16. јул 2006.       | Њупорт, САД                 | Трава     | Роберт Кендрик     | Џеф Куце Џастин Гимелстоб            | 7:6(7:3), 6:0          |
| Финалиста | 5.  | 8. октобар 2006.    | Мец, Француска              | Тврда (д) | Јулијан Ноул       | Ришар Гаске Фабрис Санторо           | 6:3, 1:6, [9:11]       |
| Финалиста | 6.  | 15. октобар 2006.   | Беч, Аустрија               | Тврда (д) | Јулијан Ноул       | Петр Пала Павел Визнер               | 4:6, 6:3, [10:12]      |
| Финалиста | 7.  | 29. октобар 2006.   | Санкт Петербург, Русија     | Тепих (д) | Јулијан Ноул       | Симон Аспелин Тод Пери               | 1:6, 6:7(3:7)          |
| Финалиста | 8.  | 25. фебруар 2007.   | Мемфис, САД                 | Тврда (д) | Јулијан Ноул       | Ерик Буторак Џејми Мари              | 5:7, 3:6               |
| Финалиста | 9.  | 28. октобар 2007.   | Санкт Петербург, Русија (2) | Тепих (д) | Тод Пери           | Данијел Нестор Ненад Зимоњић         | 1:6, 6:7(3:7)          |
| Финалиста | 10. | 12. јануар 2008.    | Окланд, Нови Зеланд         | Тврда     | Гзавје Малис       | Луис Орна Хуан Монако                | 4:6, 6:3, [7:10]       |
| Финалиста | 11. | 25. мај 2008.       | Перчах, Аустрија            | Шљака     | Јулијан Ноул       | Марсело Мело Андре Са                | 5:7, 7:6(7:3), [11:13] |
| Победник  | 4.  | 21. јун 2008.       | Хертогенбос, Холандија      | Трава     | Марио Анчић        | Махеш Бупати Леандер Паес            | 7:6(7:5), 6:3          |
| Победник  | 5.  | 29. август 2009.    | Њу Хејвен, САД              | Тврда     | Јулијан Ноул       | Бруно Соарес Кевин Улијет            | 6:4, 7:6(7:3)          |
| Победник  | 6.  | 11. октобар 2009.   | Токио, Јапан                | Тврда     | Јулијан Ноул       | Рос Хачинс Џордан Кер                | 6:2, 5:7, [10:8]       |
| Финалиста | 12. | 1. новембар 2009.   | Беч, Аустрија (2)           | Тврда (д) | Јулијан Ноул       | Лукаш Кубот Оливер Марах             | 6:2, 4:6, [9:11]       |
| Победник  | 7.  | 7. фебруар 2010.    | Загреб, Хрватска            | Тврда (д) | Филип Печнер       | Арно Клеман Оливје Рокус             | 3:6, 6:3, [10:8]       |
| Победник  | 8.  | 3. јул 2010.        | Вимблдон, Велика Британија  | Трава     | Филип Печнер       | Роберт Линдстед Орија Текау          | 6:1, 7:5, 7:5          |
| Финалиста | 13. | 3. октобар 2010.    | Бангкок, Тајланд            | Тврда (д) | Јонатан Ерлих      | Кристофер Кас Виктор Троицки         | 4:6, 4:6               |
| Победник  | 9.  | 17. октобар 2010.   | Шангај, Кина                | Тврда     | Леандер Паес       | Маријуш Фирстенберг Марћин Матковски | 7:5, 4:6, [10:5]       |
| Победник  | 10. | 13. фебруар 2011.   | Ротердам, Холандија         | Тврда (д) | Филип Печнер       | Микаел Љодра Ненад Зимоњић           | 6:4, 3:6, [10:5]       |
| Победник  | 11. | 16. јул 2011.       | Штутгарт, Немачка           | Шљака     | Филип Печнер       | Марсел Гранољерс Марк Лопез          | 6:3, 6:4               |
| Победник  | 12. | 11. септембар 2011. | Њујорк, САД                 | Тврда     | Филип Печнер       | Маријуш Фирстенберг Марћин Матковски | 6:2, 6:2               |
| Финалиста | 14. | 8. јануар 2012.     | Бризбејн, Аустралија        | Тврда     | Филип Печнер       | Макс Мирни Данијел Нестор            | 1:6, 2:6               |
| Победник  | 13. | 19. октобар 2014.   | Беч, Аустрија               | Тврда (д) | Филип Печнер       | Андре Бегеман Јулијан Ноул           | 7:6(8:6), 4:6, [10:7]  |
| Финалиста | 15. | 2. новембар 2014.   | Париз, Француска            | Тврда (д) | Марћин Матковски   | Боб Брајан Мајк Брајан               | 6:7(5:7), 7:5, [6:10]  |
| Финалиста | 16. | 3. мај 2015.        | Истанбул, Турска            | Шљака     | Роберт Линдстед    | Раду Албот Душан Лајовић             | 4:6, 6:7(2:7)          |
| Финалиста | 17. | 23. октобар 2016.   | Москва, Русија              | Тврда (д) | Јулијан Ноул       | Хуан Себастијан Кабал Роберт Фара    | 5:7, 6:4, [5:10]       |
| Победник  | 14. | 10. фебруар 2019.   | Софија, Бугарска            | Тврда (д) | Никола Мектић      | Сје Џенгпенг Кристофер Рунгкат       | 6:2, 4:6, [10:2]       |
| Победник  | 15. | 13. април 2019.     | Маракеш, Мароко (2)         | Шљака     | Франко Шкугор      | Матве Миделкоп Фредерик Нилсен       | 6:4, 7:6(8:6)          |
| Финалиста | 18. | 20. јул 2019.       | Умаг, Хрватска              | Шљака     | Оливер Марах       | Робин Хасе Филип Освалд              | 5:7, 7:6(7:2), [12:14] |
| Победник  | 16. | 28. јул 2019.       | Хамбург, Немачка            | Шљака     | Оливер Марах       | Робин Хасе Весли Колхоф              | 6:2, 7:6(7:3)          |
| Победник  | 17. | 18. октобар 2020.   | Санкт Петербург, Русија (2) | Тврда (д) | Едуар Роже-Васелен | Марсело Демолинер Матве Миделкоп     | 6:2, 7:6(7:4)          |
| Финалиста | 19. | 14. новембар 2020.  | Софија, Бугарска            | Тврда (д) | Едуар Роже-Васелен | Џејми Мари Нил Скупски               | предаја                |
| Финалиста | 20. | 22. новембар 2020.  | Лондон, Велика Британија    | Тврда (д) | Едуар Роже-Васелен | Весли Колхоф Никола Мектић           | 2:6, 6:3, [5:10]       |